# Honda Racing Corporation
Honda Racing Corporation (HRC) è il reparto corse della Honda, formatosi nel 1954. Dal 1º settembre 1982 è diventata una società a sé stante, ma sempre di proprietà della Honda Motor Co., Ltd.

## Storia
Inizialmente l'attività sportiva Honda veniva dal reparto interno, ma dagli anni settanta si è istituita una società, la "RSC" (Racing Service Center), per svolgere questo compito, che cambiò nome il 1º settembre 1982 in "Honda Racing Corporation".

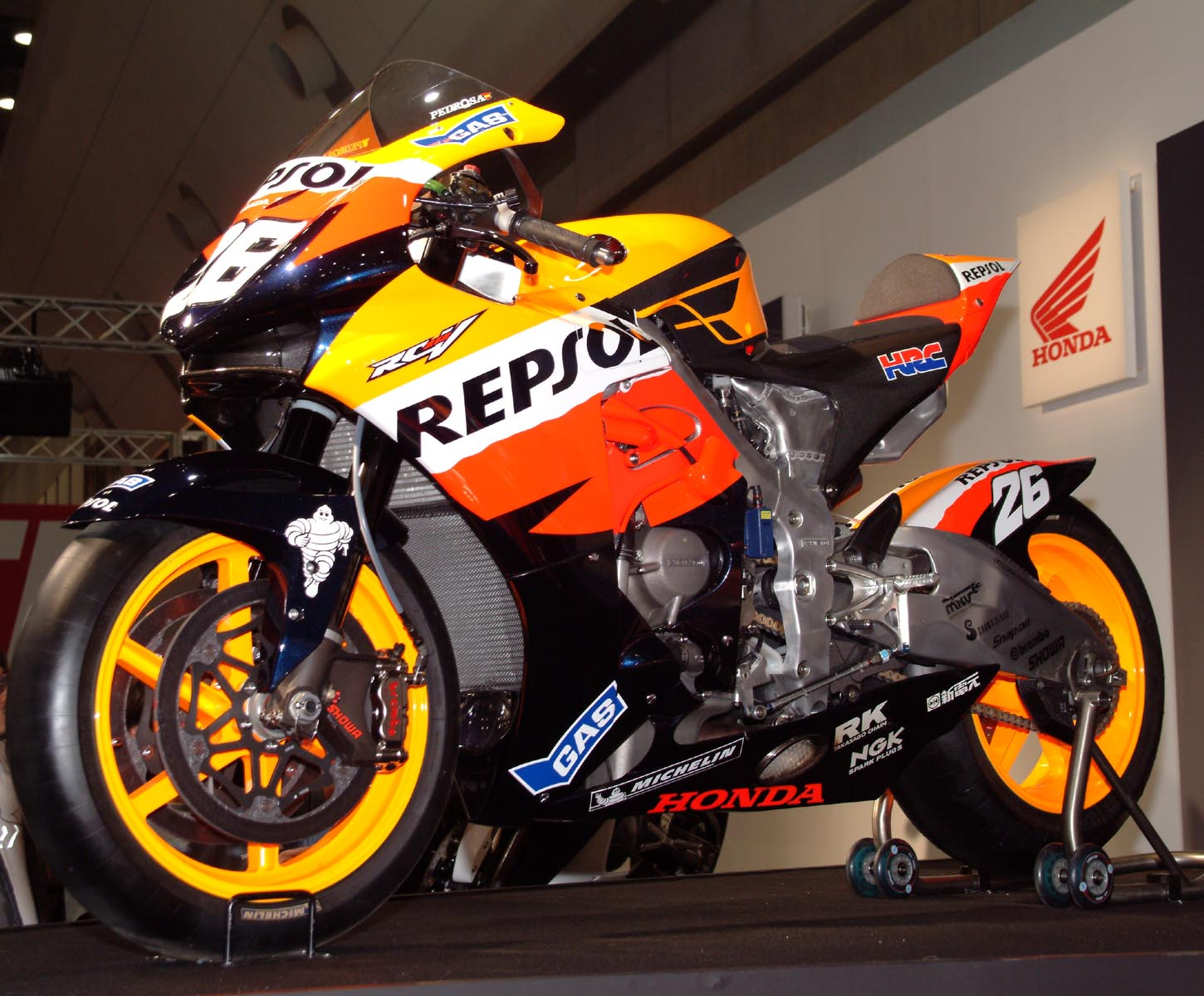
Una classica livrea Repsol Honda ufficiale.

La HRC nel motomondiale è presente fin dagli anni novanta sotto la denominazione di team Rothmans Honda diventato poi team Repsol Honda portando avanti una partnership con il colosso petrolifero spagnolo.
Negli anni ha presentato sue squadre anche nel campionato del mondo di motocross, nella Formula 1, nella Indy Racing League, nel downhill e nel trial (in quest'ultima manifestazione sotto la denominazione di team Repsol Montesa HRC).
Alcune storiche moto della HRC sono la NSR 500 con cui Mick Doohan, pilota australiano, ha vinto 5 mondiali consecutivi nella classe 500 e la RC 211V, una 5 cilindri a V come indica il nome, con la quale Valentino Rossi ha vinto 2 campionati mondiali della MotoGP, prima di passare alla Yamaha. Quest'ultimo modello è stato poi sostituito dalle Honda RC212V e RC213V.

## Motomondiale

### 250cc
Nel 1991 e 1992, dopo aver trionfato in quindici gare ufficiali, Luca Cadalora vinse due mondiali consecutivi della quarto di litro. Nel 1997, dopo il divorzio con l'Aprilia, Max Biaggi approda alla Honda del team Kanemoto e vince il titolo mondiale precedendo per soli 2 punti il compagno di squadra Ralf Waldmann. Nel 2001 Daijirō Katō vince 11 gare, ottenendo così il mondiale, sopravanzando il connazionale Tetsuya Harada e Marco Melandri. Il nipponico, supportato tecnicamente dal team Gresini, ottiene complessivamente 322 punti. Per quanto riguarda la classe 250, l'impegno di Honda in via ufficiale è terminato nel 2007 e i più recenti successi sono ascrivibili a Daniel Pedrosa che ha conquistato i campionati mondiali del 2004 e 2005. Nel 2006 partecipa con il pilota giapponese Shūhei Aoyama e con il colombiano Martín Cárdenas che ha sostituito l'argentino Sebastián Porto ritiratosi dall'agonismo dopo un difficile inizio di stagione.
Nel 2009, nell'ultima edizione della 250, Hiroshi Aoyama dal team Scot Racing Team 250cc vince il titolo mondiale piloti, ottenendo quattro vittorie (Spagna, Olanda, Gran Bretagna e Malesia), tre secondi posti (Giappone, Catalogna e Indianapolis) e due pole position (San Marino e Malesia). L'ultima graduatoria costruttori è vinta da Aprilia.

### Thunderbike Trophy
Nelle stagioni 1995 e 1996 si disputa, in concomitanza con le gare in territorio europeo del motomondiale il Thunderbike Trophy, categoria riservata a motociclette da 600 cm³ con motori a quattro tempi con quattro cilindri. Honda conquista nove delle diciassette gare disputate nell'arco del biennio ottenendo il titolo 1996 col pilota francese William Costes.

### MotoGP

#### Anni 2000
Nel 2002 l'HRC, in seguito al cambiamento regolamentare che elimina le 500 cm³ 2T a favore delle 990 4T della nuova MotoGP, decide di affidare le nuovissime RC211V del team Repsol Honda al confermato Tohru Ukawa e al neo campione del mondo della 500 Valentino Rossi. Durante i test pre-stagione numerosi furono i dubbi sollevati soprattutto da Rossi, sulla competitività effettiva del mezzo, derivanti dalla difficoltà nella messa a punto e dall'eccessiva usura delle gomme. Rossi in pieno contrasto con i vertici Honda chiese di poter iniziare la stagione con la vecchia 500, in attesa che dal Giappone dissipassero tutti i dubbi riguardanti le prestazioni della RC211V e che si arrivasse così ad uno standard di competitività consono a poter combattere per il vertice. La Honda rispose per le rime al marchigiano, comunicandogli che lo sviluppo della 500, affidata quell'anno ai team satellite, era in disuso, pertanto doveva concentrarsi sullo sviluppo della neonata 990. La querelle fra le due parti però durò poco tempo infatti all'esordio stagionale a Suzuka in Giappone, il pesarese si impone sotto l'acqua (superficie con la quale, fino a quel momento, non aveva molto feeling) dopo una feroce battaglia con la wild card giapponese Akira Ryō in sella alla Suzuki. L'altro pilota del team Ukawa cade a tre giri dalla fine e non termina la gara. Da evidenziare che per l'occasione il Team per onorare la gara di casa schierò un terzo pilota come wild card, il collaudatore giapponese Shinichi Itoh che sfruttò la possibilità concessagli piazzandosi quarto a 10 secondi dal vincitore. La seconda gara stagionale in Sudafrica vede la vittoria del giapponese Ukawa, in seguito ad un duello entusiasmante con il compagno di squadra Rossi, terzo ad oltre 8 secondi dai due si piazza Loris Capirossi con la vecchia Honda NSR 500. Quest'ultimo, intervistato a caldo sull'ingente distacco accumulato sul traguardo, approfittò dell'occasione per far presente a tutti gli addetti ai lavori che la differenza fra le due cilindrate era tale da impedire anche ad un pilota di spessore come lui di poter ambire ad una vittoria. Quanto dichiarato da Capirossi, nello svolgersi della stagione, risulterà un dato di fatto incontrovertibile (ma nella gara di Assen, Alexandre Barros darà molto filo da torcere al marchigiano, e al Sachsenring furono due vecchie 500 a contendersi la vittoria prima di scontrarsi tra loro all'ultimo giro), infatti Valentino Rossi si laureò campione del mondo con 355 punti frutto di ben 11 vittorie, 4 secondi posti e un ritiro (per una foratura allo pneumatico posteriore a Brno); per dare l'idea di quanto fosse superiore la Honda RC211V (che dopo la pausa estiva darà il nuovo mezzo prima a Kato poi a Barros), il secondo nel mondiale Max Biaggi in sella alla Yamaha ottenne 215 punti (140 in meno di Rossi). L'anno dopo Rossi si riconferma, in un campionato dove ormai tutti i piloti si sono adeguati alla cilindrata 990, ma l'inizio di tale stagione è funestato dalla morte di Kato vittima di una caduta a Suzuka. Nel 2003 Rossi e Honda vincono di nuovo agevolmente entrambi i titoli. 

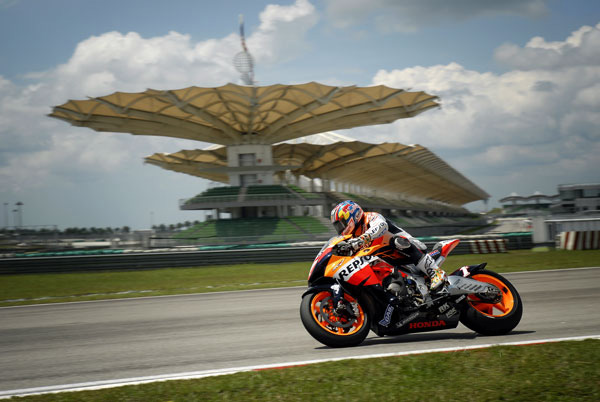
La RC 212 di Hayden.

Per i 2 anni successivi il campionato venne vinto dalla concorrente Yamaha, protagonista di un'inaspettata escalation tecnica grazie all'esperienza apportata da Valentino Rossi appena trasferitovi, ma nel 2006 ha vinto entrambi i titoli mondiali della MotoGP con l'americano Nicky Hayden (campione del mondo piloti) e lo spagnolo Daniel Pedrosa.
Per il 2007 i piloti della top class sono confermati, mentre la moto è nuova, per conformarsi alle nuove regole FIM che hanno abbassato la cilindrata massima consentita nella classe regina da 990 cm³ a 800. Alla fine del campionato Daniel Pedrosa sulla RC212V si è piazzato al secondo posto nella classifica piloti, alle spalle dell'australiano Casey Stoner su Ducati.
Per il motomondiale 2008 la squadra Honda ha schierato per il terzo anno consecutivo la stessa coppia di piloti, raccogliendo a fine anno il terzo posto sia nella classifica piloti che in quella costruttori. Per il 2009 lo statunitense Hayden è stato sostituito dal pilota italiano Andrea Dovizioso e la squadra HRC è giunta al secondo posto nella classifica dei team.

#### Anni 2010
Anche per il 2010 la squadra è rimasta immutata, così come il piazzamento finale. Per il motomondiale 2011 HRC ha schierato al via tre moto ufficiali, con l'aggiunta ai due piloti degli anni precedenti, del nuovo arrivato Casey Stoner. La stagione si concluderà con la vittoria del titolo piloti da parte di quest'ultimo e con la vittoria anche nella classifica dei team. Nel Motomondiale 2012 la FIM cambia regolamento spostando nuovamente la cilindrata massima a 1000 cm³. Per questa occasione viene realizzata una nuova moto, La RC213V, affidata a Casey Stoner e Daniel Pedrosa.
Nel Motomondiale 2013 il Team Repsol Honda schiera i piloti spagnoli Daniel Pedrosa e Marc Márquez. Proprio lo spagnolo Márquez, all'esordio in questa categoria, centra il titolo mondiale, contestualmente Honda vince anche il titolo costruttori. Nel Motomondiale 2014, grazie anche a dieci vittorie consecutive nelle prime dieci gare in calendario, Márquez rivince il titolo nella MotoGP, anche in questo caso, Honda vince il titolo costruttori. Nel Motomondiale 2015 il team si schiera per il terzo anno consecutivo con la stessa coppia di piloti, ma in questa stagione la Yamaha mette in pista una moto più competititva per cui il team si deve accontentare di vincere qualche gara e del secondo posto in classifica costruttori. Il Motomondiale 2016 si apre nuoivamente all'insegna di una Yamaha molto competitiva ma poi a stagione in corso, grazie alla costanza di Márquez (che si ritira una sola volta in tutta la stagione) e alle numerose vittorie ottenute dai piloti che gudano delle Honda private, il team porta a casa entrambi i titoli. Nel Motomondiale 2017 per il quinto anno consecutivo, i piloti titolari sono gli spagnoli Daniel Pedrosa e Marc Márquez. Il team ottiene numerose vittorie e podi, di conseguenza vince entrambi i titoli, il campionato costruttori e il campionato piloti con Marc Márquez. Nel Motomondiale 2018 viene schierata la stessa coppia di piloti della stagione precedente. Pedrosa non ottiene vittorie né piazzamenti a podio mentre Márquez conquista, per il terzo anno consecutivo, il titolo mondiale contribuendo anche alla conquista del titolo costruttori e del titolo a squadre. Nel 2019 Jorge Lorenzo prende il posto di Pedrosa nel team ufficiale mentre Márquez conquista nuovamente il titolo.

#### Anni 2020
Per la stagione 2020 vengono schierati nella squadra ufficiale i fratelli Álex e Marc Márquez, quest'ultimo si infortuna a Jerez venendo sostituito da Stefan Bradl. La stagione si chiude al quinto posto tra i costruttori e al nono tra i team, con 0 vittorie per la prima volta dal 2004. Nel 2021 al confermato Marc Márquez viene affiancato Pol Espargaró. La stagione è al di sotto delle aspettative col quarto posto in classifica costruttori ma segna il ritorno alla vittoria di Márquez.
Nel 2022 il team si schiera con la stessa coppia di piloti dell'anno precedente. Márquez, durante le prove del secondo GP della stagione, il Gran Premio d'Indonesia a Mandalika, rimedia tre cadute. Dopo la quarta caduta, che avviene nel warm up della gara, viene portato in ospedale per accertamenti e dichiarato inidoneo per competere. Dopo alcuni accertamenti in Spagna gli viene diagnosticata la diplopia, condizione di cui aveva sofferto precedentemente in carriera. La sua assenza dalla terza gara della stagione, il Gran Premio d'Argentina, è coperta dal tester Honda, Stefan Bradl. Espargaró inizia la stagione con un podio nel GP inaugurale del Qatar. Totalizza cinquantasei punti classificandosi al sedicesimo posto. Márquez ritorna alle gare in settembre, nel GP d'Aragona, torna per la prima volta sul podio dopo il quarto intervento all'omero destro nel GP d'Australia, conclude la stagione classificandosi al tredicesimo posto e ottenendo un podio. Il campionato si conclude al sesto ed ultimo posto in classifica costruttori con nessuna vittoria, considerando anche le moto private. Nel 2023 Joan Mir affianca Márquez nel team ufficiale, ma l'unica vittoria stagionale arriva grazie ad Álex Rins che taglia il traguardo per primo al Gran Premio del Texas con la RC213V del Team LCR. Tra i costruttori Honda chiude l'annata al quinto posto.
Nel 2024 al confermato Mir viene affiancato Luca Marini. Nessun pilota, tra team ufficiale e LCR, ottiene piazzamenti a podio e l'annata finisce nuovamente al quinto ed ultimo posto tra i costruttori.

### Moto2
Dal 2010 al 2018 Honda è fornitore unico dei motori per la classe Moto2, i costruttori impiegati in questa categoria utilizzano il quattro cilindri in linea della CBR600RR. Nel biennio 2011-2012 viene schierata una motocicletta di fabbricazione tedesca chiamata MZ-RE Honda. Nella prima stagione ottiene come migliori risultati due quarti posti, ad Assen e Valencia con il pilota australiano Anthony West. Nel 2018 il pilota indonesiano Dimas Ekky Pratama prende parte, in qualità di wild card, al Gran Premio di Catalogna con una motocicletta Honda chiudendo la gara al ventiquattresimo posto.

### Moto3
L'impegno di Honda nella nuova cilindrata minore del Motomondiale inizia dalla prima stagioneː il 2012. In quest'annata, oltre a schierare le proprie NSF250R, il costruttore giapponese fornisce i propri motori ai costruttori FTR, Suter, TSR, FGR e KRP; vincendo alcuni Gran Premi. Nel 2013 non ottiene punti come costruttore ma continua la fornitura motoristica ad altri costruttori. Il 2014 è l'anno del primo titolo mondiale. A laurearsi campione di categoria è lo spagnolo Álex Márquez mentre il titolo costruttori va a KTM. Nel 2015 Honda ottiene in questa classe il doppio titolo piloti e costruttori con il pilota inglese Danny Kent. Dopo una stagione di digiuno, Honda torna a vincere entrambi i titoli nella stagione 2017, piazzando sette propri piloti nelle prime sette posizioni in campionato e vincendo tutti i Gran Premi tranne che al Mugello. Nel 2018 Honda ottiene nuovamente il doppio titolo di categoria con Jorge Martín il cui teamː Del Conca Gresini vince la prima edizione del campionato a squadre di categoria. Nel 2019 Honda conquista nuovamente il titolo piloti, con Lorenzo Dalla Porta, ed il titolo costruttori. Nel 2020 arriva un altro titolo costruttori, conquistato con sei vittorie stagionali. Nel 2021 rimane in corsa per il titolo piloti fino a fine stagione con Dennis Foggia, che chiude secondo, come tra i costruttori totalizzando sei vittorie. 
Nel 2022, nuovamente con Foggia, rimane in corsa per il titolo fino al Gran Premio d'Australia. Quest'annata si chiude, dopo aver ottenuto quattro vittorie, al secondo posto tra i costruttori. Nel 2023 Jaume Masiá, che sostituisce Foggia nel team Leopard Racing, riesce a laurearsi campione del mondo, titolo che mancava a Honda dal 2019. Nel 2024 cinque squadre portano in pista due NSF250R ciascuna; l'unica vittoria stagionale arriva a Misano con l'esordiente Ángel Piqueras.

## Superbike

### Mondiale Superbike
Fin dal 1988, primo anno del campionato Mondiale Superbike, la HRC si è impegnata nella preparazione delle moto affidate poi alle sue affiliazioni locali, quali la Honda Europa. Tra le derivate di serie la Honda vanta 4 titoli mondiali costruttori e 6 titoli mondiali piloti ottenuti con diversi modelli della produzione di serie: la Honda RC30 portata al successo da Fred Merkel nel biennio 1988-1989, e la Honda RC45 guidata da John Kocinski nel 1997 entrambe con motore 4 cilindri a V di 750cc; la bicilindrica Honda RC51, conosciuta anche come VTR 1000 SP vittoriosa con Colin Edwards nel 2000 e nel 2002 ed infine la Honda CBR 1000 RR gestita dal team Ten Kate Racing, con motore 4 cilindri in linea frontemarcia, diventata campione del mondo con James Toseland nel 2007. La collaborazione con Ten Kate continua fino alla stagione 2018 e, dopo un anno di gestione Moriwaki-Althea, Honda rientra ufficialmente nel mondiale Superbike a partire dal 2020 con Álvaro Bautista che conquista un podio. Nel 2021 si classifica quinta tra i costruttori andando sul podio altre due volte, sempre con Bautista.
Nel 2022 il team ufficiale cambia entrambi i pilotiː Iker Lecuona e Xavi Vierge, provenienti dal Motomondiale, guidano le CBR1000RR-R. Chiudono la stagione rispettivamente al nono e decimo posto, con Lecuona capace di ottenere una pole position e un podio, il campionato costruttori vede Honda classificarsi al quinto posto. Nel 2023 il team ufficiale si affida agli stessi piloti della stagione precedente con Vierge che ottiene un podio al Gran Premio dell'Indonesia. Honda si conferma al quinto posto in classifica costruttori. Quinto posto anche nel 2024, con un podio, questa volta con Lecuona, al Gran Premio dell'Estoril.

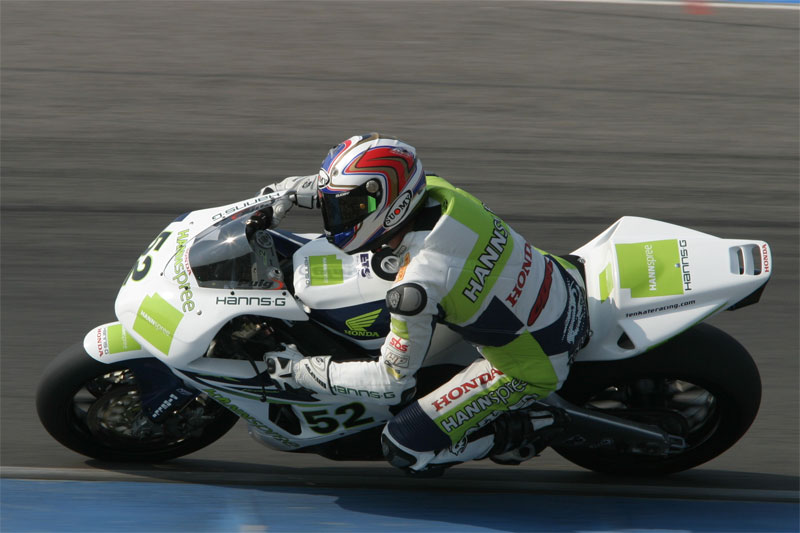
La CBR 1000 RR di Toseland.

### Mondiale Supersport
In questa categoria Honda partecipa continuativamente fin dal suo inizio, nella stagione 1997 dove, in occasione della terza gara stagionale ottiene la prima affermazione con il pilota belga Michael Paquay. Dopo un primo periodo in cui a dominare sono soprattutto i competitor giapponesi Yamaɦa e Suzuki nel 2001 inizia la collaborazione, durata in Supersport fino al 2016, col Team olandese Ten Kate Racing. Sebbene Honda in questo lasso di tempo fornisca le proprie moto anche ad altre squadre, è principalmente con Ten Kate che ottiene ben nove titoli piloti e dieci titoli costruttori nei dodici anni trascorsi tra il 2002 e il 2014. Nelle stagioni 2017, 2018, 2019 e 2020 non vince nessun Gran Premio ma conquista la seconda edizione della Coppa Europa con il pilota estone Hannes Soomer.
Nel 2023 Honda fa il suo ritorno nel mondiale Supersport. Vengono messe in pista due CBR600RR affidate al team Petronas MIE Racing Honda che gareggia con i piloti Adam Norrodin e Tarran Mackenzie. Il modello di motocicletta schierato inizia la stagione con i risultati sub iudice in attesa di omologazione; tale omologazione arriva a fine aprile ossia alla vigilia del Gran Premio di Assen. Mentre Norrodin salta alcune gare per infortunio, venendo sostituito dal fratello Muhammad, Mackenzie disputa l'intero campionato andando a cogliere un'insperata vittoria in occasione di gara due del Gran Premio di Most in condizioni di meteo variabile. L'annata si conclude al sesto posto in classifica costruttori. Continua la collaborazione con Petronas MIE anche nel 2024; la compagine malese si schiera con un'inedita coppia di piloti: Kaito Toba e Khairul Idham Pawi. La stagione siconclude nuovamente col sesto posto tra i costruttori.

### Mondiale Supersport 300
L'esordio di Honda in questa categoria risale alla stagione iniziale nel 2017 quando vengono schierate sei CBR500R tra ufficiali, sostituti e wild card. Lo spagnolo Mika Pérez vince due gare e rimane a lungo in lotta per il titolo piloti. A fine stagione Honda è terza tra i costruttori. Nel 2018 chiude quarta tra i costruttori con un punto ottenuto. Nel 2019 non ottiene punti validi per la classifica mondiale.

### Superstock 1000 FIM Cup
Honda fa il suo esordio in questa manifestazione nella stagione inauguraleː il 1999. Nella stagione successiva ottiene l'unico titolo con il pilota britannico James Ellison, vincitore di due Gran Premi in stagione. Nelle stagioni successive partecipa costantemente a questo campionato ottenendo qualche affermazione nelle singole gare. Nel triennio compreso tra il 2008 e il 2010 Honda torna ad essere protagonista della Superstock 1000 FIM Cup sfiorando il titolo costruttori e ottenendo diverse vittorie con i piloti Maxime Berger e Matěj Smrž. Seguono tre stagioni consecutive al quarto posto in classifica costruttori, senza vittorie. Al termine della stagione 2013 Honda si ritira da questo campionato, eccezion fatta per la partecipazione, in qualità di wild card, di Nigel Warlaven al Gran Premio d'Olanda nel 2016.

### Europeo Superstock 600
Honda fa il suo esordio in questa categoria nella stagione inauguraleː il 2005 lottando per il titolo e vincendo qualche Gran Premio con il pilota francese Yoann Tiberio. L'impegno nella fornitura delle proprie CBR600RR ai Team rimane costante per tutta la durata della Stock600; in particolare la collaborazione con Ten Kate Racing porta a Honda due titoliː nel 2009 con il britannico Gino Rea e nel 2012 con l'olandese Michael van der Mark. In occasione del Gran Premio di Francia 2015, ultima gara di categoria, Honda ottiene la vittoria, la prima per un pilota spagnolo, con Augusto Fernández.

### European Junior Cup
A partire dalla stagione 2012 e fino all'ultima edizione targata 2016, Honda è fornitore unico della motocicletta utilizzata dai piloti per competere in questa categoria. Nelle prime due stagioni con la CBR500R e nelle ultime due con la CBR 650 F.

## Ciclismo

### Mountain bike
Dal 2003, l'HRC segue il progetto mountain bike, distaccando una squadra di ingegneri dal settore moto, creando il team G-Cross Honda e ideando un prototipo di mountain bike da downhill innovativo, la "Honda RN-01 G-cross" con cambio integrato nel movimento centrale e la migliore componentistica sul mercato. Per il team corrono, dal 2004, il sudafricano Greg Minnaar, il francese Cyrille Kurtz (dal 2004), il finlandese Matti Lehikoinen (dal 2005) e il britannico Brendan Fairclough (dall'inizio del 2007).

## Risultati in gara

### Risultati MotoGP
I punti e il risultato finale sono la somma dei punti ottenuti da entrambi i piloti (diversamente dalla classifica costruttori) e il risultato finale si riferisce al team e non al costruttore.
| Anno | Moto         | Gomme | Piloti          |     |   |   |   |   |   |   |    |   |     |   |     |   |   |   |   |  |  |  |  |  |  | Punti | Pos. |
| ---- | ------------ | ----- | --------------- | --- | - | - | - | - | - | - | -- | - | --- | - | --- | - | - | - | - |  |  |  |  |  |  | ----- | ---- |
| 2002 | Honda RC211V | M     | Valentino Rossi | 1   | 2 | 1 | 1 | 1 | 1 | 1 | 1  | 1 | Rit | 1 | 1   | 2 | 2 | 1 | 2 |  |  |  |  |  |  | 564   | 1º   |
| 2002 | Honda RC211V | M     | Tohru Ukawa     | Rit | 1 | 3 | 2 | 3 | 2 | 5 | NQ | 3 | 3   | 3 | Rit | 4 | 4 | 3 | 5 |  |  |  |  |  |  | 564   | 1º   |

| Anno | Moto         | Gomme | Piloti          |   |   |     |    |    |   |    |   |   |   |   |   |   |   |   |     |  |  |  |  |  |  | Punti | Pos. |
| ---- | ------------ | ----- | --------------- | - | - | --- | -- | -- | - | -- | - | - | - | - | - | - | - | - | --- |  |  |  |  |  |  | ----- | ---- |
| 2003 | Honda RC211V | M     | Valentino Rossi | 1 | 2 | 1   | 2  | 1  | 2 | 3  | 3 | 2 | 1 | 1 | 1 | 2 | 1 | 1 | 1   |  |  |  |  |  |  | 487   | 1º   |
| 2003 | Honda RC211V | M     | Nicky Hayden    | 7 | 7 | Rit | 12 | 12 | 9 | 11 | 8 | 5 | 6 | 9 | 5 | 3 | 4 | 3 | Rit |  |  |  |  |  |  | 487   | 1º   |

| Anno | Moto         | Gomme | Piloti       |   |   |    |     |     |     |   |   |   |     |   |     |   |   |   |     |  |  |  |  |  |  | Punti | Pos. |
| ---- | ------------ | ----- | ------------ | - | - | -- | --- | --- | --- | - | - | - | --- | - | --- | - | - | - | --- |  |  |  |  |  |  | ----- | ---- |
| 2004 | Honda RC211V | M     | Alex Barros  | 4 | 3 | 7  | 6   | Rit | Rit | 5 | 2 | 9 | Rit | 3 | 4   | 4 | 3 | 5 | 6   |  |  |  |  |  |  | 282   | 4º   |
| 2004 | Honda RC211V | M     | Nicky Hayden | 5 | 5 | 11 | Rit | Rit | 5   | 3 | 3 | 4 | Rit |   | Rit | 5 | 4 | 6 | Rit |  |  |  |  |  |  | 282   | 4º   |

| Anno | Moto         | Gomme | Piloti       |     |   |   |   |   |   |   |   |     |   |   |   |   |     |     |    |   |  |  |  |  |  | Punti | Pos. |
| ---- | ------------ | ----- | ------------ | --- | - | - | - | - | - | - | - | --- | - | - | - | - | --- | --- | -- | - |  |  |  |  |  | ----- | ---- |
| 2005 | Honda RC211V | M     | Max Biaggi   | 7   | 3 | 5 | 5 | 2 | 6 | 6 | 4 | Rit | 4 | 3 | 2 | 6 | Rit | Rit | 12 | 6 |  |  |  |  |  | 379   | 2º   |
| 2005 | Honda RC211V | M     | Nicky Hayden | Rit | 7 | 9 | 6 | 6 | 5 | 4 | 1 | Rit | 3 | 5 | 7 | 4 | 3   | 2   | 3  | 2 |  |  |  |  |  | 379   | 2º   |

| Anno | Moto         | Gomme | Piloti         |   |   |    |   |   |   |     |   |   |   |   |   |   |    |   |     |   |  |  |  |  |  | Punti | Pos. |
| ---- | ------------ | ----- | -------------- | - | - | -- | - | - | - | --- | - | - | - | - | - | - | -- | - | --- | - |  |  |  |  |  | ----- | ---- |
| 2006 | Honda RC211V | M     | Nicky Hayden   | 3 | 2 | 3  | 2 | 5 | 3 | 2   | 1 | 7 | 3 | 1 | 9 | 4 | 5  | 5 | Rit | 3 |  |  |  |  |  | 467   | 1º   |
| 2006 | Honda RC211V | M     | Daniel Pedrosa | 2 | 6 | 14 | 1 | 3 | 4 | Rit | 3 | 1 | 4 | 2 | 3 | 3 | 15 | 7 | Rit | 4 |  |  |  |  |  | 467   | 1º   |

| Anno | Moto         | Gomme | Piloti         |   |   |     |    |     |    |    |    |   |   |     |   |     |   |     |     |   |   |  |  |  |  | Punti | Pos. |
| ---- | ------------ | ----- | -------------- | - | - | --- | -- | --- | -- | -- | -- | - | - | --- | - | --- | - | --- | --- | - | - |  |  |  |  | ----- | ---- |
| 2007 | Honda RC212V | M     | Nicky Hayden   | 8 | 7 | 7   | 12 | Rit | 10 | 11 | 17 | 3 | 3 | Rit | 3 | 13  | 4 | 9   | Rit | 9 | 8 |  |  |  |  | 369   | 2º   |
| 2007 | Honda RC212V | M     | Daniel Pedrosa | 3 | 2 | Rit | 4  | 4   | 2  | 3  | 8  | 4 | 1 | 5   | 4 | Rit | 2 | Rit | 4   | 3 | 1 |  |  |  |  | 369   | 2º   |

| Anno | Moto         | Gomme | Piloti         |    |   |     |   |   |    |   |   |   |     |    |    |    |   |   |     |   |   |  |  |  |  | Punti | Pos. |
| ---- | ------------ | ----- | -------------- | -- | - | --- | - | - | -- | - | - | - | --- | -- | -- | -- | - | - | --- | - | - |  |  |  |  | ----- | ---- |
| 2008 | Honda RC212V | M B   | Nicky Hayden   | 10 | 4 | Rit | 6 | 8 | 13 | 8 | 7 | 4 | 13  | 5  |    | NP | 2 | 5 | 3   | 4 | 5 |  |  |  |  | 404   | 2º   |
| 2008 | Honda RC212V | M B   | Daniel Pedrosa | 3  | 1 | 2   | 2 | 4 | 3  | 1 | 3 | 2 | Rit | NP | 15 | 4  | 8 | 3 | Rit | 2 | 2 |  |  |  |  | 404   | 2º   |

| Anno | Moto         | Gomme | Piloti           |    |   |   |   |     |   |     |     |     |   |   |    |   |   |   |     |   |  |  |  |  |  | Punti | Pos. |
| ---- | ------------ | ----- | ---------------- | -- | - | - | - | --- | - | --- | --- | --- | - | - | -- | - | - | - | --- | - |  |  |  |  |  | ----- | ---- |
| 2009 | Honda RC212V | B     | Daniel Pedrosa   | 11 | 3 | 2 | 3 | Rit | 6 | Rit | 1   | 3   | 9 | 2 | 10 | 3 | 3 | 3 | 2   | 1 |  |  |  |  |  | 394   | 2º   |
| 2009 | Honda RC212V | B     | Andrea Dovizioso | 5  | 5 | 8 | 4 | 4   | 4 | Rit | Rit | Rit | 1 | 4 | 4  | 4 | 7 | 6 | Rit | 8 |  |  |  |  |  | 394   | 2º   |

| Anno | Moto         | Gomme | Piloti           |   |   |   |   |   |   |    |   |     |     |   |   |     |    |    |     |   |   |  |  |  |  | Punti | Pos. |
| ---- | ------------ | ----- | ---------------- | - | - | - | - | - | - | -- | - | --- | --- | - | - | --- | -- | -- | --- | - | - |  |  |  |  | ----- | ---- |
| 2010 | Honda RC212V | B     | Daniel Pedrosa   | 7 | 2 | 5 | 1 | 8 | 2 | 2  | 1 | Rit | 2   | 1 | 1 | 2   | NP | NQ | NP  | 8 | 7 |  |  |  |  | 451   | 2º   |
| 2010 | Honda RC212V | B     | Andrea Dovizioso | 3 | 6 | 3 | 3 | 2 | 5 | 14 | 5 | 4   | Rit | 5 | 4 | Rit | 2  | 2  | Rit | 3 | 5 |  |  |  |  | 451   | 2º   |

| Anno | Moto         | Gomme | Piloti           |   |     |   |     |   |   |   |   |   |   |     |   |   |     |   |   |    |   |  |  |  |  | Punti | Pos. |
| ---- | ------------ | ----- | ---------------- | - | --- | - | --- | - | - | - | - | - | - | --- | - | - | --- | - | - | -- | - |  |  |  |  | ----- | ---- |
| 2011 | Honda RC212V | B     | Daniel Pedrosa   | 3 | 2   | 1 | Rit |   |   |   | 8 | 1 | 3 | Rit | 2 | 2 | 2   | 1 | 4 | AN | 5 |  |  |  |  | 528   | 1º   |
| 2011 | Honda RC212V | B     | Andrea Dovizioso | 4 | 12  | 4 | 2   | 4 | 2 | 3 | 2 | 4 | 5 | 2   | 5 | 5 | Rit | 5 | 3 | AN | 3 |  |  |  |  | 528   | 1º   |
| 2011 | Honda RC212V | B     | Casey Stoner     | 1 | Rit | 3 | 1   | 1 | 1 | 2 | 3 | 3 | 1 | 1   | 1 | 3 | 1   | 3 | 1 | AN | 1 |  |  |  |  | 528   | 1º   |
| 2011 | Honda RC212V | B     | Hiroshi Aoyama   |   |     |   |     |   |   | 8 |   |   |   |     |   |   |     |   |   |    |   |  |  |  |  | 528   | 1º   |

| Anno | Moto         | Gomme | Piloti         |   |   |   |   |   |   |   |     |   |   |   |   |     |   |   |   |     |   |  |  |  |  | Punti | Pos. |
| ---- | ------------ | ----- | -------------- | - | - | - | - | - | - | - | --- | - | - | - | - | --- | - | - | - | --- | - |  |  |  |  | ----- | ---- |
| 2012 | Honda RC213V | B     | Casey Stoner   | 3 | 1 | 1 | 3 | 4 | 2 | 1 | Rit | 8 | 1 | 4 |   |     |   | 5 | 3 | 1   | 3 |  |  |  |  | 603   | 1º   |
| 2012 | Honda RC213V | B     | Jonathan Rea   |   |   |   |   |   |   |   |     |   |   |   |   | 8   | 7 |   |   |     |   |  |  |  |  | 603   | 1º   |
| 2012 | Honda RC213V | B     | Daniel Pedrosa | 2 | 3 | 3 | 4 | 2 | 3 | 2 | 1   | 2 | 3 | 1 | 1 | Rit | 1 | 1 | 1 | Rit | 1 |  |  |  |  | 603   | 1º   |

| Anno | Moto         | Gomme | Piloti         |   |   |   |   |     |   |   |    |   |   |   |   |   |     |   |    |   |   |  |  |  |  | Punti | Pos. |
| ---- | ------------ | ----- | -------------- | - | - | - | - | --- | - | - | -- | - | - | - | - | - | --- | - | -- | - | - |  |  |  |  | ----- | ---- |
| 2013 | Honda RC213V | B     | Daniel Pedrosa | 4 | 2 | 1 | 1 | 2   | 2 | 4 | NP | 5 | 2 | 2 | 3 | 3 | Rit | 1 | 2  | 3 | 2 |  |  |  |  | 634   | 1º   |
| 2013 | Honda RC213V | B     | Marc Márquez   | 3 | 1 | 2 | 3 | Rit | 3 | 2 | 1  | 1 | 1 | 1 | 2 | 2 | 1   | 2 | SQ | 2 | 3 |  |  |  |  | 634   | 1º   |

| Anno | Moto         | Gomme | Piloti         |   |   |   |   |   |   |   |   |   |   |   |   |    |    |   |     |     |   |  |  |  |  | Punti | Pos. |
| ---- | ------------ | ----- | -------------- | - | - | - | - | - | - | - | - | - | - | - | - | -- | -- | - | --- | --- | - |  |  |  |  | ----- | ---- |
| 2014 | Honda RC213V | B     | Marc Márquez   | 1 | 1 | 1 | 1 | 1 | 1 | 1 | 1 | 1 | 1 | 4 | 1 | 15 | 13 | 2 | Rit | 1   | 1 |  |  |  |  | 608   | 1º   |
| 2014 | Honda RC213V | B     | Daniel Pedrosa | 3 | 2 | 2 | 3 | 5 | 4 | 3 | 3 | 2 | 4 | 1 | 4 | 3  | 14 | 4 | Rit | Rit | 3 |  |  |  |  | 608   | 1º   |

| Anno | Moto         | Gomme | Piloti         |   |    |     |     |    |     |     |   |   |   |   |     |   |     |   |   |     |   |  |  |  |  | Punti | Pos. |
| ---- | ------------ | ----- | -------------- | - | -- | --- | --- | -- | --- | --- | - | - | - | - | --- | - | --- | - | - | --- | - |  |  |  |  | ----- | ---- |
| 2015 | Honda RC213V | B     | Marc Márquez   | 5 | 1  | Rit | 2   | 4  | Rit | Rit | 2 | 1 | 1 | 2 | Rit | 1 | Rit | 4 | 1 | Rit | 2 |  |  |  |  | 453   | 2º   |
| 2015 | Honda RC213V | B     | Daniel Pedrosa | 6 |    |     |     | 16 | 4   | 3   | 8 | 2 | 4 | 5 | 5   | 9 | 2   | 1 | 5 | 1   | 3 |  |  |  |  | 453   | 2º   |
| 2015 | Honda RC213V | B     | Hiroshi Aoyama |   | 11 | Rit | Rit |    |     |     |   |   |   |   |     |   |     |   |   |     |   |  |  |  |  | 453   | 2º   |

| Anno | Moto         | Gomme | Piloti         |   |   |     |   |    |   |   |    |   |   |    |   |   |   |    |     |    |     |  |  |  |  | Punti | Pos. |
| ---- | ------------ | ----- | -------------- | - | - | --- | - | -- | - | - | -- | - | - | -- | - | - | - | -- | --- | -- | --- |  |  |  |  | ----- | ---- |
| 2016 | Honda RC213V | M     | Marc Márquez   | 3 | 1 | 1   | 3 | 13 | 2 | 2 | 2  | 1 | 5 | 3  | 4 | 4 | 1 | 1  | Rit | 11 | 2   |  |  |  |  | 454   | 2º   |
| 2016 | Honda RC213V | M     | Daniel Pedrosa | 5 | 3 | Rit | 4 | 4  | 4 | 3 | 12 | 6 | 7 | 12 | 5 | 1 | 6 | NP |     |    | Rit |  |  |  |  | 454   | 2º   |
| 2016 | Honda RC213V | M     | Hiroshi Aoyama |   |   |     |   |    |   |   |    |   |   |    |   |   |   | 15 |     | 16 |     |  |  |  |  | 454   | 2º   |
| 2016 | Honda RC213V | M     | Nicky Hayden   |   |   |     |   |    |   |   |    |   |   |    |   |   |   |    | 17  |    |     |  |  |  |  | 454   | 2º   |

| Anno | Moto         | Gomme | Piloti         |   |     |   |   |     |     |   |    |   |   |   |     |    |   |     |    |   |   |  |  |  |  | Punti | Pos. |
| ---- | ------------ | ----- | -------------- | - | --- | - | - | --- | --- | - | -- | - | - | - | --- | -- | - | --- | -- | - | - |  |  |  |  | ----- | ---- |
| 2017 | Honda RC213V | M     | Marc Márquez   | 4 | Rit | 1 | 2 | Rit | 6   | 2 | 3  | 1 | 1 | 2 | Rit | 1  | 1 | 2   | 1  | 4 | 3 |  |  |  |  | 508   | 1º   |
| 2017 | Honda RC213V | M     | Daniel Pedrosa | 5 | Rit | 3 | 1 | 3   | Rit | 3 | 13 | 3 | 2 | 3 | 7   | 14 | 2 | Rit | 12 | 5 | 1 |  |  |  |  | 508   | 1º   |

| Anno | Moto         | Gomme | Piloti         |   |     |   |     |   |     |   |    |   |   |   |    |   |   |     |   |     |   |     |  |  |  | Punti | Pos. |
| ---- | ------------ | ----- | -------------- | - | --- | - | --- | - | --- | - | -- | - | - | - | -- | - | - | --- | - | --- | - | --- |  |  |  | ----- | ---- |
| 2018 | Honda RC213V | M     | Marc Márquez   | 2 | 18  | 1 | 1   | 1 | 16  | 2 | 1  | 1 | 3 | 2 | AN | 2 | 1 | 1   | 1 | Rit | 1 | Rit |  |  |  | 438   | 1º   |
| 2018 | Honda RC213V | M     | Daniel Pedrosa | 7 | Rit | 7 | Rit | 5 | Rit | 5 | 15 | 8 | 8 | 7 | AN | 6 | 5 | Rit | 8 | Rit | 5 | 5   |  |  |  | 438   | 1º   |

| Anno | Moto         | Gomme | Piloti        |    |    |     |    |    |    |     |    |    |    |    |    |    |    |    |    |    |    |    |  |  |  | Punti | Pos. |
| ---- | ------------ | ----- | ------------- | -- | -- | --- | -- | -- | -- | --- | -- | -- | -- | -- | -- | -- | -- | -- | -- | -- | -- | -- |  |  |  | ----- | ---- |
| 2019 | Honda RC213V | M     | Marc Márquez  | 2  | 1  | Rit | 1  | 1  | 2  | 1   | 2  | 1  | 1  | 2  | 2  | 1  | 1  | 1  | 1  | 1  | 2  | 1  |  |  |  | 458   | 1º   |
| 2019 | Honda RC213V | M     | Jorge Lorenzo | 13 | 12 | Rit | 12 | 11 | 13 | Rit | NP |    |    |    | 14 | 14 | 20 | 18 | 17 | 16 | 14 | 13 |  |  |  | 458   | 1º   |
| 2019 | Honda RC213V | M     | Stefan Bradl  |    |    |     |    |    |    |     |    | 10 | 15 | 13 |    |    |    |    |    |    |    |    |  |  |  | 458   | 1º   |

| Anno | Moto         | Gomme | Piloti       |    |     |    |    |    |    |    |    |    |   |    |     |     |    |   |  |  |  |  |  |  |  | Punti | Pos. |
| ---- | ------------ | ----- | ------------ | -- | --- | -- | -- | -- | -- | -- | -- | -- | - | -- | --- | --- | -- | - |  |  |  |  |  |  |  | ----- | ---- |
| 2020 | Honda RC213V | M     | Marc Márquez | NE | Rit | NP |    |    |    |    |    |    |   |    |     |     |    |   |  |  |  |  |  |  |  | 101   | 9º   |
| 2020 | Honda RC213V | M     | Stefan Bradl |    |     |    | 18 | 17 | 18 | 18 | NP | 17 | 8 | 17 | 12  | 12  | 14 | 7 |  |  |  |  |  |  |  | 101   | 9º   |
| 2020 | Honda RC213V | M     | Álex Márquez | NE | 12  | 8  | 15 | 14 | 16 | 17 | 7  | 13 | 2 | 2  | Rit | Rit | 16 | 9 |  |  |  |  |  |  |  | 101   | 9º   |

| Anno | Moto         | Gomme | Piloti        |    |    |     |    |     |     |     |    |    |    |    |     |    |   |    |   |    |    |  |  |  |  | Punti | Pos. |
| ---- | ------------ | ----- | ------------- | -- | -- | --- | -- | --- | --- | --- | -- | -- | -- | -- | --- | -- | - | -- | - | -- | -- |  |  |  |  | ----- | ---- |
| 2021 | Honda RC213V | M     | Marc Márquez  |    |    | 7   | 9  | Rit | Rit | Rit | 1  | 7  | 8  | 15 | Rit | 2  | 4 | 1  | 1 |    |    |  |  |  |  | 250   | 5º   |
| 2021 | Honda RC213V | M     | Stefan Bradl  | 11 | 14 |     |    |     |     |     |    |    |    |    |     |    |   |    |   | 15 |    |  |  |  |  | 250   | 5º   |
| 2021 | Honda RC213V | M     | Pol Espargaró | 8  | 13 | Rit | 10 | 8   | 12  | Rit | 10 | 10 | 16 | 16 | 5   | 13 | 7 | 10 | 2 | 6  | NP |  |  |  |  | 250   | 5º   |

| Anno | Moto         | Gomme | Piloti        |   |    |     |    |   |    |    |     |     |     |    |    |    |     |     |    |    |    |    |     |  |  | Punti | Pos. |
| ---- | ------------ | ----- | ------------- | - | -- | --- | -- | - | -- | -- | --- | --- | --- | -- | -- | -- | --- | --- | -- | -- | -- | -- | --- |  |  | ----- | ---- |
| 2022 | Honda RC213V | M     | Pol Espargaró | 3 | 12 | Rit | 13 | 9 | 11 | 11 | Rit | 17  | Rit | NP | 14 | 16 | Rit | 15  | 12 | 14 | 11 | 14 | Rit |  |  | 171   | 9º   |
| 2022 | Honda RC213V | M     | Marc Márquez  | 5 | NP |     | 6  | 6 | 4  | 6  | 10  |     |     |    |    |    |     | Rit | 4  | 5  | 2  | 7  | Rit |  |  | 171   | 9º   |
| 2022 | Honda RC213V | M     | Stefan Bradl  |   |    | 19  |    |   |    |    |     | Rit | 16  | 18 | 19 | 17 | 14  |     |    |    |    |    |     |  |  | 171   | 9º   |

| Anno | Moto         | Gomme | Piloti       |      |     |     |     |      |      |     |     |     |     |    |     |    |    |     |     |    |     |    |      |  |  | Punti | Pos. |
| ---- | ------------ | ----- | ------------ | ---- | --- | --- | --- | ---- | ---- | --- | --- | --- | --- | -- | --- | -- | -- | --- | --- | -- | --- | -- | ---- |  |  | ----- | ---- |
| 2023 | Honda RC213V | M     | Joan Mir     | 11   | Inf | Rit | Rit | Rit  | NP   | Inf | Inf | Rit | Rit | 17 | Rit | 5  | 12 | Rit | Rit | 12 | Rit | 14 | Inf  |  |  | 122   | 9º   |
| 2023 | Honda RC213V | M     | Marc Márquez | Rit3 | Inf | Inf | Inf | Rit5 | Rit7 | NP  | NP  | Rit | 12  | 13 | 7   | 93 | 37 | Rit | 15  | 64 | 13  | 11 | Rit3 |  |  | 122   | 9º   |
| 2023 | Honda RC213V | M     | Stefan Bradl |      |     | Rit |     |      |      |     |     |     |     |    |     |    |    |     |     |    |     |    |      |  |  | 122   | 9º   |
| 2023 | Honda RC213V | M     | Iker Lecuona |      |     |     | 16  |      |      |     | Rit |     |     |    |     |    |    |     |     |    |     |    |      |  |  | 122   | 9º   |

| Anno | Moto         | Gomme | Piloti      |    |    |     |     |     |    |     |     |    |     |     |    |     |    |     |     |     |    |     |     |  |  | Punti | Pos. |
| ---- | ------------ | ----- | ----------- | -- | -- | --- | --- | --- | -- | --- | --- | -- | --- | --- | -- | --- | -- | --- | --- | --- | -- | --- | --- |  |  | ----- | ---- |
| 2024 | Honda RC213V | M     | Joan Mir    | 13 | 12 | Rit | 129 | Rit | 15 | Rit | Rit | 18 | Rit | 17  | 14 | Inf | 11 | Rit | Rit | Rit | 15 | Rit | Rit |  |  | 35    | 11º  |
| 2024 | Honda RC213V | M     | Luca Marini | 20 | 17 | 16  | 17  | 16  | 17 | 20  | 17  | 15 | 17  | Rit | 17 | NP  | 12 | Rit | 14  | 14  | 12 | 15  | 16  |  |  | 35    | 11º  |

| Anno | Moto         | Gomme | Piloti           |      |    |     |     |      |      |    |     |     |     |     |     |    |  |  |  |  |  |  |  |  |  | Punti | Pos. |
| ---- | ------------ | ----- | ---------------- | ---- | -- | --- | --- | ---- | ---- | -- | --- | --- | --- | --- | --- | -- |  |  |  |  |  |  |  |  |  | ----- | ---- |
| 2025 | Honda RC213V | M     | Joan Mir         | Rit9 | 98 | Rit | Rit | Rit9 | Rit9 | 10 | 7   | 11  | Rit | Rit | Rit | 6  |  |  |  |  |  |  |  |  |  | 97    |      |
| 2025 | Honda RC213V | M     | Luca Marini      | 12   | 10 | 8   | 10  | 10   | 11   | 15 | Inf | Inf | Inf | 6   | 12  | 13 |  |  |  |  |  |  |  |  |  | 97    |      |
| 2025 | Honda RC213V | M     | Takaaki Nakagami |      |    |     |     |      |      |    |     | 16  |     |     |     |    |  |  |  |  |  |  |  |  |  | 97    |      |
| 2025 | Honda RC213V | M     | Aleix Espargaró  |      |    |     |     |      |      |    |     |     | 16  |     |     |    |  |  |  |  |  |  |  |  |  | 97    |      |

| Legenda | 1º posto        | 2º posto            | 3º posto            | A punti      | Senza punti        | Grassetto – Pole position Corsivo – Giro più veloce |
| Legenda | Gara non valida | Non qual./Non part. | Ritirato/Non class. | Squalificato | '-' Dato non disp. | Grassetto – Pole position Corsivo – Giro più veloce |

## Loghi

Logo HRC usato dal 1982 al 2021
Logo HRC in uso dal 2022